# Паннонія-фільм
«Паннонія-фільм» (угор. Pannónia Filmstúdió) — угорська кіностудія, займається створенням мультиплікаційних фільмів.

## Історія
Студія «Паннонія» була заснована в 1951 як підрозділ кіностудії Magyar Filmgyártó Nemzeti Vállalat. Незалежною стала в 1956. Більш, ніж за три десятиліття було створено багато фільмів. В 1990-х роках, після зміни політичної системи в Угорщині, студія втратила монополію на створення мультфільмів, а угорське телебачення припинило фінансування виробництва серіалів. Незважаючи на це, студія продовжує випускати фільми.
На студії працювали такі відомі мультиплікатори, як Аттіла Даргаї, Йожеф Непп, Марцелл Янкович, Бела Тернівський та інші.

## Вибрані фільми
- Витязь Янош / János vitéz (1973), режисер Марцелл Янкович
- Бегемот Гуго / Hugó, a víziló (1975), режисер Білл Фейгенбаум
- Син Білої Кобилиці / Fehérlófia (1981), режисер Марцелл Янкович
- Вук / Vuk (1981), режисер Аттіла Даргаї
- Володарі часу / Az idő urai (1982), режисер Рене Лалу
- Чорносніжка / Hófehér (1983), режисер Йожеф Непп
- Саффі / Szaffi (1984), режисери Аттіла Даргаї, Йожеф Непп
- Пастка для кішок / Macskafogó (1986), режисер Бела Тернівський
- Лісовий капітан / Az erdő kapitánya (1988), режисер Аттіла Даргаї
- Віллі-горобець / Vili, a veréb (1989), режисер Йожеф Гемеш
- Принцеса і гоблін / A hercegnő és a kobold, (1991), режисер Йожеф Гемеш
- Новий братик / A hetedik testvér (1995), режисер Аттіла Даргаї